# Nuovo cinema Paradiso
Nuovo cinema Paradiso (1988) is een Italiaanse film, geschreven en geregisseerd door Giuseppe Tornatore. In Nederland werd de film uitgebracht als Cinema Paradiso.
Bij de première op het EuropaCinema Festival in Bari was de film 173 minuten lang, maar door de lauwe reacties sneed Tornatore 18 minuten eruit. De eerste release van de film was dus in een versie van 155 minuten, in Italië. Omdat de film flopte, werd hij uit de roulatie gehaald en ingekort tot 124 minuten. In deze versie draaide Cinema Paradiso op het Filmfestival van Cannes, waar hij de Speciale Juryprijs won. In 1989 won deze versie ook de Oscar voor beste niet-Engelstalige film. In 2002 werd de onverkorte 173-minuten durende versie alsnog uitgebracht als de director's cut-editie.
De hoofdrollen worden vertolkt door Philippe Noiret, Jacques Perrin, Leopoldo Trieste, Marco Leonardi, Agnese Nano en Salvatore Cascio.

## Verhaal
De film vertelt, met behulp van flashbacks, het verhaal van de terugkeer van de beroemde filmregisseur Salvatore naar zijn geboortedorp om de begrafenis bij te wonen van zijn oude vriend Alfredo die de projector van de Cinema Paradiso bediende. Alfredo had steeds als vaderfiguur voor Salvatore gediend.
De film wisselt sentimentaliteit af met komedie, en nostalgie met pragmatisme. Het toont de problemen van het opgroeien naar volwassenheid, en nostalgie naar de kindertijd. Cinema Paradiso is ook een hulde aan de film; als projecteur ontwikkelt Salvatore een liefde voor films.
Een beroemde filmregisseur keert voor het eerst in 30 jaar terug naar zijn geboortedorp. Hij denkt terug aan de Cinema Paradiso, waar Alfredo, de projecteur, hem zijn liefde voor de film heeft bijgebracht. Hij denkt ook terug aan zijn jeugdliefde, Elena, die door haar vader gedwongen werd Salvatore (Toto) te verlaten. In de versie van 123 minuten ziet ze hem nooit meer terug, in de versie van 154 minuten komen ze elkaar weer tegen, allebei oud en grijs geworden. Terwijl ze praten, blijkt dat het Alfredo was die ervoor gezorgd heeft dat ze wegging, zodat Salvatore zijn dromen zou kunnen verwezenlijken. Uiteindelijk bedrijven ze de liefde in een auto, waar Toto de relatie terug wil starten, maar Elena vertelt hem dat dat onmogelijk is.
De film eindigt met een filmspoel die Salvatore erft van Alfredo, die bestaat uit stukjes die uit films geknipt waren (gecensureerd door de priester). De stukjes tonen de kussen uit elke film die in Cinema Paradiso gespeeld heeft, wat Salvatore tot tranen toe beweegt.

## Rolverdeling
| Acteur           | Personage             |
| ---------------- | --------------------- |
| Antonella Attili | Maria (jong)          |
| Enzo Cannavale   | Spaccafico            |
| Isa Danieli      | Anna                  |
| Leo Gullotta     | Usher                 |
| Marco Leonardi   | Salvatore (volwassen) |
| Pupella Maggio   | Maria (oud)           |
| Agnese Nano      | Elena (jong)          |
| Leopoldo Trieste | Vader Adelfio         |
| Salvatore Cascio | Salvatore (kind)      |
| Tano Cimarosa    | Smid                  |
| Nicola Di Pinto  | Dorpsgek              |
| Roberta Lena     | Lia                   |
| Nino Terzo       | Peppino's vader       |
| Jacques Perrin   | Salvatore (volwassen) |
| Brigitte Fossey  | Elena (volwassen)     |
| Philippe Noiret  | Alfredo               |